# Claude Pichois
Claude Pichois (* 21. Juli 1925 in Paris; † 12. Oktober 2004) war ein französischer Romanist und Literaturwissenschaftler.

## Leben und Werk
Pichois war von 1956 bis 1961 Maître de conférence an der Universität Aix-en-Provence und von 1961 bis 1970  als Nachfolger von Georges Blin Professor an der Universität Basel. Er habilitierte sich mit den beiden Thèses Philarète Chasles et la vie littéraire au temps du romantisme (2 Bde., Paris 1965) und L'Image de Jean-Paul Richter dans les lettres françaises (Paris 1963) und war von 1970 bis 1977 Professor an der Vanderbilt University in Nashville (von 1982 bis 1998 Direktor des dortigen Centre Baudelaire). Von 1977 bis 1979 lehrte er in Namur (Facultés universitaires Notre-Dame de la Paix) und gründete mit Jean Guillaume (1918–2001) das Centre de recherches Gérard de Nerval. 1979 trat er an der Universität Sorbonne die Nachfolge von René Etiemble an.  Charles Baudelaire, Gérard de Nerval und Sidonie-Gabrielle Colette waren die zentralen Gegenstände seiner Forschung. Besonders bekannt wurde er als Hauptherausgeber der literatursoziologisch orientierten monumentalen Geschichte der französischen Literatur mit dem Titel Littérature française (16 Bde., Paris 1968–1979).
Pichois war Ehrendoktor der Universitäten Neuchâtel (1983), Dublin, Trinity College (1984) und Leuwen (1999).
Claude Picois ist Absolvent der HEC Paris.

## Weitere Werke

### Monographien (Auswahl)
- L'Image de la Belgique dans les lettres françaises de 1830 à 1870. Esquisse méthodologique, Paris 1957
- (mit André-Michel Rousseau) La Littérature comparée, Paris 1967; Neuauflage mit Pierre Brunel und André-Michel Rousseau u.d. T. Qu'est-ce que la littérature comparée ?, Paris 1983 (deutsch: Vergleichende Literaturwissenschaft. Eine Einführung in die Geschichte, der Methoden und Probleme der Komparatistik, Düsseldorf 1971)
- Baudelaire. Etudes et témoignages, Neuchâtel 1967, 1976
- (mit Jean Ziegler) Baudelaire. Biographie, Paris 1987 (englisch 1989; spanisch 1989; italienisch 1990; deutsch: Göttingen 1994)
- (mit Alain Brunet) Colette, Paris 1998, 2000
- (mit Jean-Paul Avice) Dictionnaire Baudelaire, Tusson 2002
- (mit Michel Brix) Dictionnaire Nerval, Tusson 2006

### Herausgebertätigkeit  (Auswahl)
- (mit Jacques Crépet) Baudelaire et Asselineau, Paris 1953
- Gérard de Nerval, Les Filles du feu, Paris 1957
- (mit William Thomas Bandy) Baudelaire devant ses contemporains, Monaco 1957
- Jacques Crépet, Propos sur Baudelaire, Paris 1957
- Colette, Lettres à Hélène Picard, Paris 1958
- Colette, Lettres à Marguerite Moreno, Paris 1959
- Jules Laforgue, Les complaintes; L'imitation de Notre-Dame la Lune; Derniers vers, Paris 1959
- (mit François Ruchon)  Iconographie de Charles Baudelaire, Genf 1960
- Charles Baudelaire. Critique littéraire et musicale, Paris 1961
- (Hrsg.) Littérature française, 16 Bde., Paris 1968-1978 
  - 1. Jean-Charles Payen, Le Moyen Age I. Des origines à 1300, 1970
  - 2. Daniel Poirion, Le Moyen Age II. 1300-1480, 1971
  - 3. Yves Giraud und Marc-René Jung,  La Renaissance I. 1480-1548, 1972
  - 4. Enea Balmas, La Renaissance II. 1548-1570, 1974
  - 5. Jacques Morel, La Renaissance III. 1570-1624, 1973
  - 6. Antoine Adam, L'âge classique I. 1624-1660, 1968
  - 7. Pierre Clarac, L'âge classique II. 1660-1680, 1969
  - 8. René Pomeau, L'âge classique III. 1680-1720, 1971
  - 9. Jean Ehrard, Le XVIIIe siècle I. 1720-1750, 1974
  - 10. Robert Mauzi, Le XVIIIe siècle II. 1750-1778, 1977
  - 11. Béatrice Didier, Le XVIIIe siècle III. 1778-1820, 1976
  - 12. Max Milner, Le Romantisme I. 1820-1843, 1973
  - 13. Claude Pichois,  Le Romantisme II. 1843-1869, 1979
  - 14. Raymond Pouilliart, Le Romantisme III. 1869-1896, 1968
  - 15. Pierre-Olivier Walzer, Le XXe siècle I. 1896-1920, 1975
  - 16. Germaine Brée, Le XXe siècle II. 1920-1970, 1978
- Baudelaire, Correspondance, 2 Bde., Paris 1973 (Pléiade)
- Baudelaire, Œuvres complètes, 2 Bde., Paris 1975-1976 (Pléiade)
- Littérature française,  9 Bde., Paris 1983-1986, 1990; u. d. T. Histoire de la littérature française, 1997-1999
  - 1. Jean-Charles Payen, Le Moyen Age, 1983
  - 2. Enea Balmas/Yves Giraud, De Villon à Ronsard. XVe – XVIe siècles, 1986
  - 3. Jacques Morel, De Montaigne à Corneille 1572-1660, 1986
  - 4. Roger Zuber, Le classicisme 1660-1680, 1984
  - 5. René Pomeau/Jean Ehrard, De Fénelon à Voltaire 1680-1750, 1983
  - 6. Michel Delon/Robert Mauzi/Sylvain Menant, De l’Encyclopédie aux Méditations 1750-1820, 1984
  - 7. Max Milner/Claude Pichois, De Chateaubriand à Baudelaire 1820-1869, 1985
  - 8. Michel Décaudin/Daniel Leuwers, De Zola à Apollinaire 1869-1920, 1986
  - 9. Germaine Brée/Edouard Morot-Sir, Du surréalisme à l’empire de la critique 1920-1970, 1984
- Colette, Œuvres complètes, 4 Bde., Paris 1984-2001 (Pléiade)
- (mit Jean Guillaume) Gérard de Nerval, Oeuvres complètes, 3 Bde., Paris 1985-1993 (Pléiade)
- Heinrich Heine, Heine-Säkularausgabe Bd. 16, De L'Allemagne, Kommentar. Teilband 1, Berlin 1995
- (mit John E. Jackson und Jean-Paul Avice) Baudelaire et l'Allemagne. L'Allemagne et Baudelaire, Paris 2004